# زعفران جوقاسم

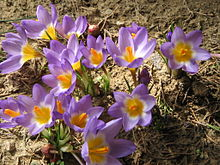
پیشوک یا زعفران جوقاسم

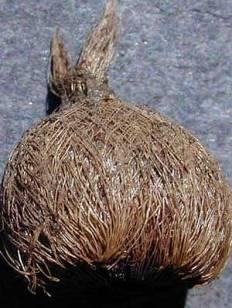
پیشوک یا زعفران جوقاسم

زعفران جوقاسم (نام علمی: Crocus haussknechtii) یکی از گونه‌های سردهٔ زعفران است. این گونه بسیار به زعفران خوراکی معمولی شباهت دارد. ۹ تا ۱۴ برگ این گونه در زمستان یا بهار ظاهر می‌گردند. در تپه‌ها و دشت‌های سنگلاخی منطقهٔ زاگرس از ارتفاع ۱۰۰۰ تا ۲۵۰۰ متری می‌روید. غده‌های آن در بهار جمع‌آوری شده و پس از سرخ کردن یا جوشاندن در شیر مصرف غذایی دارد. فصل گل‌دهی اسفند، فروردین و اردیبهشت ماه است.
گیاه خوراکی زعفران وحشی با نام محلی پی شوک (چیدم، در روستاهای اطراف زنجان و با نام `گل خیارو` در استان کرمان) یکی از گیاهان خوراکی و خودرو در استان‌های مرکزی، لرستان، ایلام، همدان، زنجان، کردستان، اصفهان، چهارمحال و بختیاری و کرمانشاه است که در فصل بهار قابل برداشت می‌باشد. این گیاه پایا و گیاهی کوتاه به ارتفاع ۵ تا ۱۵ سانتیمتر است، این گیاه دارای پیاز تو پر نسبتاً بزرگی است که به حالت کروی و پوشیده از رشته‌های انبوه درهم و مشبک است و دارای حفره‌های کشیده و باریکی می‌باشد. ساقه این گیاه کوتاه به ارتفاع ۵ تا ۱۰ سانتیمتر است، برگ‌ها تقریباً پس از پیرایش گل و از بین رفتن آن ظاهر شده و نسبتاً عریض و به ابعاد ٫۵. الی ۲ میلی‌متر در ۹۰ الی ۱۴۰ میلی‌متر هستند که دارای حاشیه زبر و مژک می‌باشد. گل‌های این گیاه به رنگ آبی متمایل به بنفش، بنفش یاسی کم رنگ و گاهی کاملاً سفید هستند که به صورت پائیزه و منفرد یا دو تا ۵ تایی وجود دارند. لولهٔ گل این گیاه محلی، دو بار طویلتر از پهنک آن است و با تقسیمات بیضی، سر نیزه‌ای و به صورت نوک تیز است. گلوی جام کرکدار و میلهٔ پرچم‌ها دو بار کوتاه‌تر از بساک‌های زرد رنگ است، کلاله به‌طور نامحسوس ضخیم و توده‌ای به رنگ زرد متمایل به قرمز است و به‌طور کامل وجود دارد که در انتها تقریباً منشعب شرابه‌ای، کمی کوتاه‌تر از بساک‌ها می‌باشد.
مردم این مناطق برای مصرف کردن این گیاه، پیاز توپر آن را پس از تمیز کردن با مقدار آب پخته، سپس به همراه پیاز داغ آن را می‌کوبند، یا اینکه پیاز را کباب می‌کنند، و در بعضی مناطق پس از تمیز کردن پیاز، آن را خام مصرف می‌کنند.
لازم به ذکر می‌باشد که (بنا به برخی اظهارات پیاز این گیاه سمی تلقی شمرده میشود) و فقط در فصل تابستان قابل چیدن می‌باشد